# 팰린드롬 (영화)
팰린드롬(Palindromes)은 미국에서 제작된 토드 솔론즈 감독의 2004년 드라마, 모험, 코미디 영화이다. 스티븐 애들리 가이기스 등이 주연으로 출연하였고 마이크 S. 라이언 등이 제작에 참여하였다.

## 출연

### 주연
- 스티븐 애들리 가이기스
- 엘렌 바킨
- 알렉산더 브릭켈
- 레이첼 코어
- 한나 프레이맨

### 조연
- 존 겜버링
- 제니퍼 제이슨 리
- 리처드 마저
- 데브라 몽크
- 스티븐 싱어

## 제작진
- 협력프로듀서: 티모시 버드
- 미술: 데이빗 도엔버그
- 의상: 빅토리아 파렐
- 배역: 앤 구더
- 배역: 애디슨 맥퀴그